# کاموس (دودمان هفدهم)
کاموس واپسین پادشاه از دودمان هفدهم مصر باستان در شهر تِبِس بود. شاید او پسر تائو دوم و برادر احمس یکم بنیادگذار دودمان هجدهم بوده باشد. پادشاهی او در پایان دوره دوم میانی سرنگون شد. پادشاهی او را میان سه تا پنج سال دانسته‌اند. اهمیت او در جنگ ابتکاریش با هیکسوس - که می‌رفت بر بخش بزرگی از مصر باستان چیره شود - می‌باشد.